# Ojo de tigre

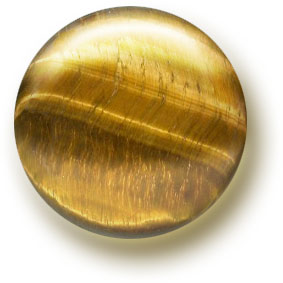
Cabujón de ojo de tigre.

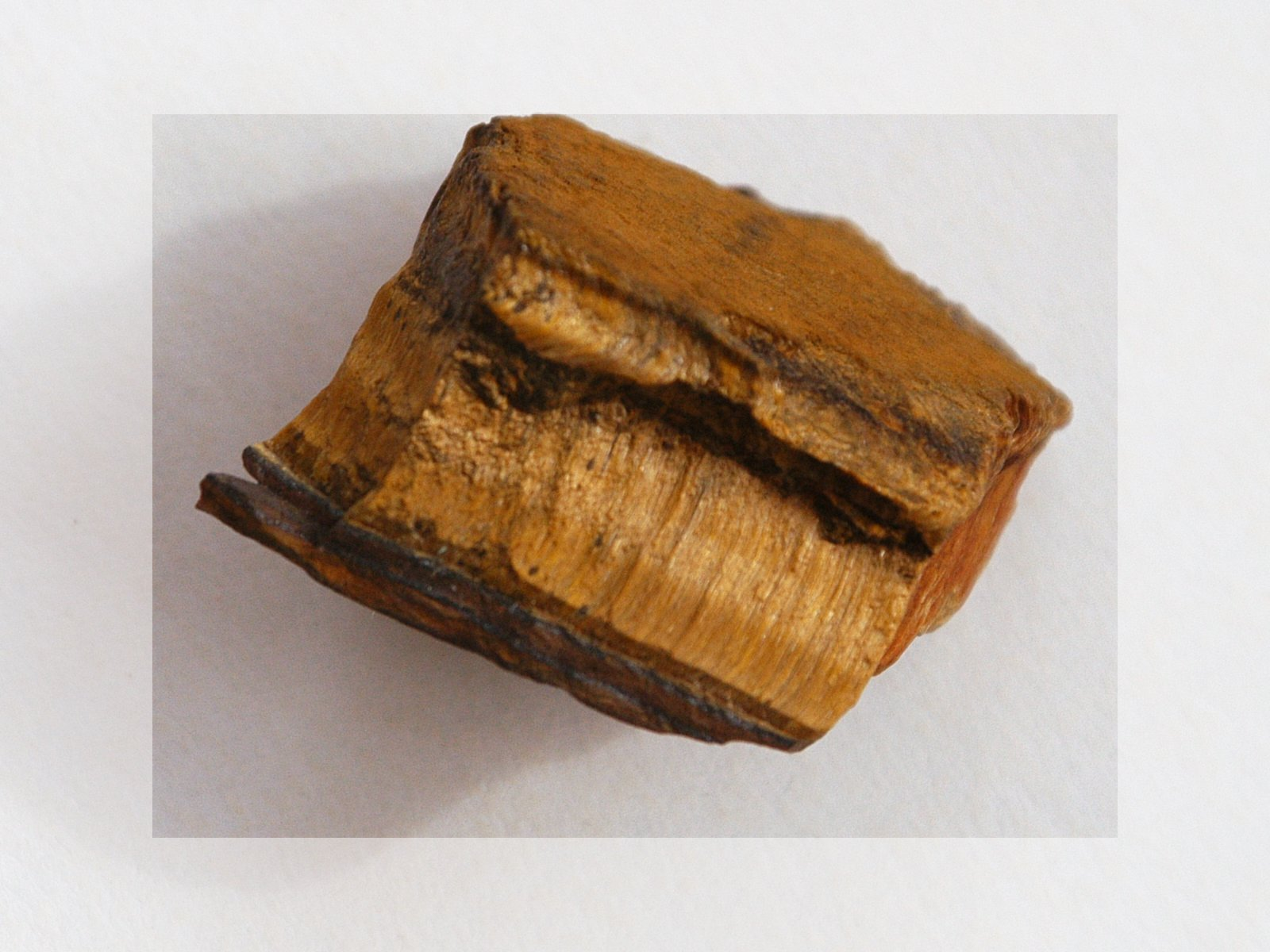
En bruto, antes de pulir.

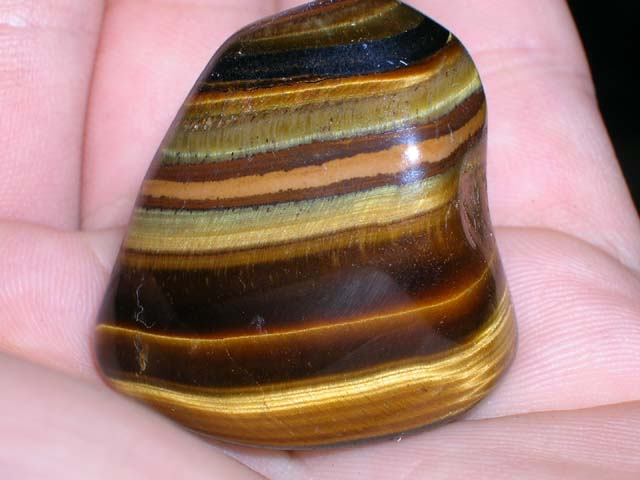
Ojo de tigre pulido.

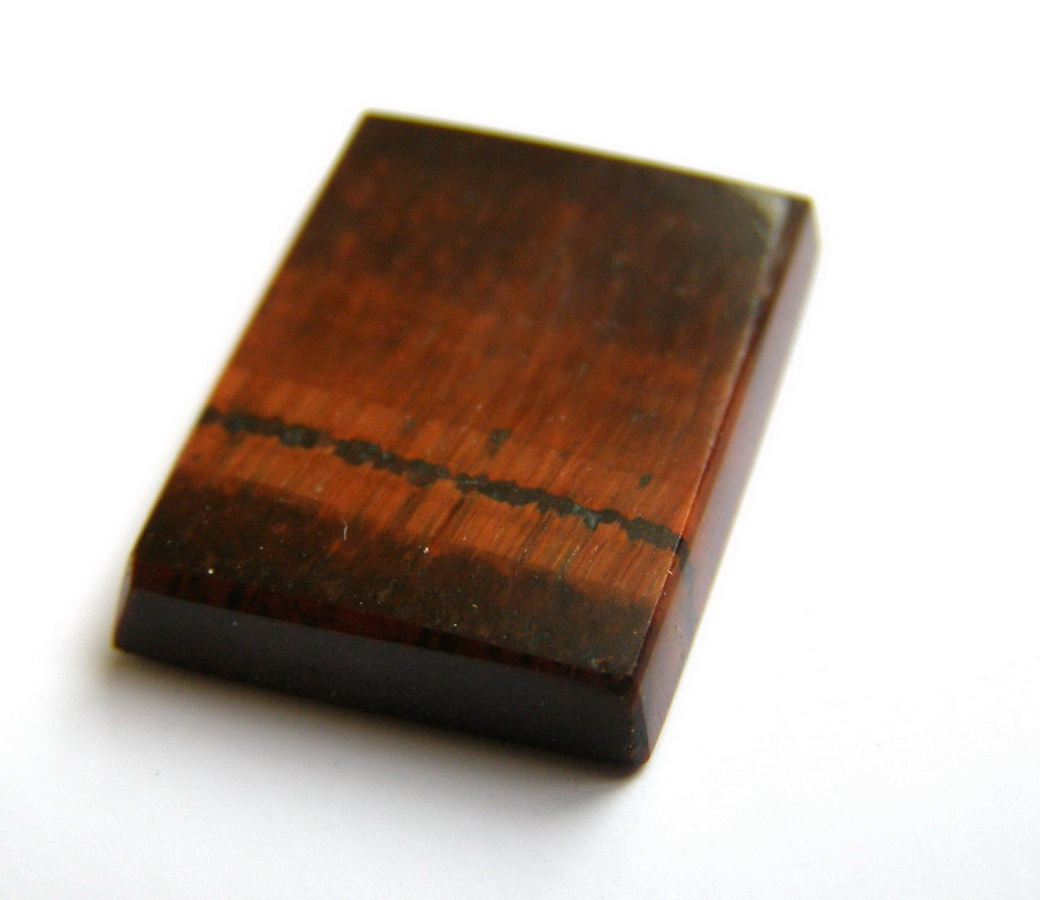
Ojo de buey.

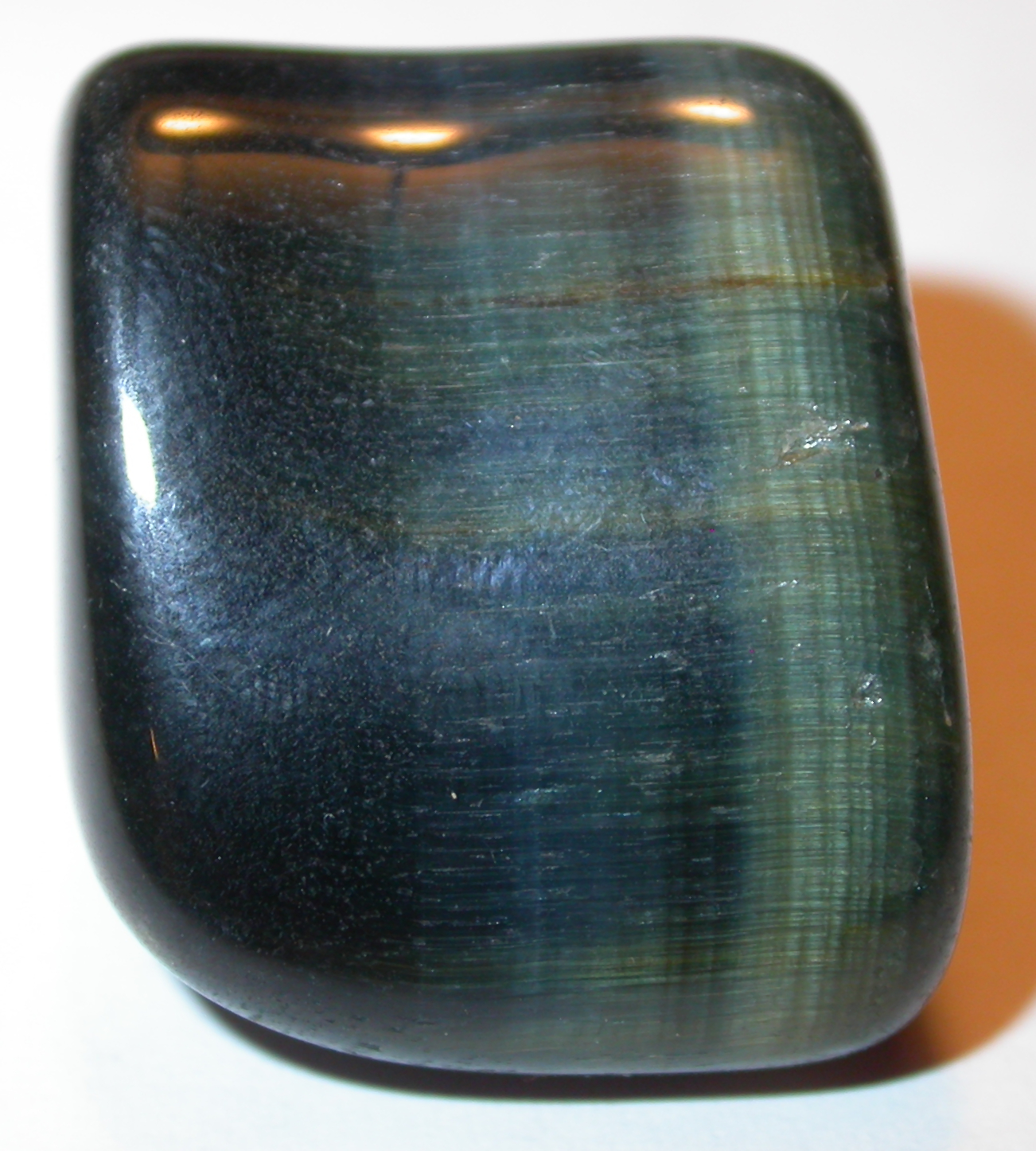
Ojo de halcón.

El ojo de tigre es una mezcla de minerales de colores pardos y amarillentos. Está compuesto por cuarzo, como componente principal, limonita y riebeckita. El cuarzo adopta la estructura fibrosa por pseudomorfismo (sustitución conservando la forma) de crocidolita, variedad azul y fibrosa de la riebeckita.
Sus datos se muestran a continuación:
- Clase: silicatos silicona
- Estructura cristalina: trigonopata
- Exfoliación: ausente
- Fractura: irregular
- Dureza (escala de Mohs): 6,5-7.
- Brillo: sedoso.
- Raya: amarillo pardo.
- Fórmula: SiO2

Es considerado desde la antigüedad como una piedra semipreciosa. Tiene dos «primos hermanos»: el «ojo de gato» y el «ojo de halcón» (variedad azul). Es utilizada en joyería y en diversos objetos artísticos.
El mineral llamado «ojo de buey» es una  variedad rojiza del ojo de tigre que ocurre por un aumento de la temperatura ambiental por encima de los 70 °C. Es posible falsificar ojos de buey calentando un ojo de tigre con un simple mechero.